# Eilema cvirgineola
Eilema cvirgineola är en fjärilsart som beskrevs av George Francis Hampson 1900. Eilema cvirgineola ingår i släktet Eilema och familjen björnspinnare. Inga underarter finns listade i Catalogue of Life.